# Heure

Animation montrant le mouvement de deux aiguilles sur une horloge analogique pendant une heure ramenée à six secondes.

Cet article concerne l'unité de temps. Pour les autres significations, voir Heure (homonymie).
L'heure est une unité de mesure secondaire du temps. Le mot désigne aussi la grandeur elle-même, l'instant (l'« heure qu'il est », actuellement 23:39), y compris en sciences (« heure solaire » employé pour temps solaire).

## Détermination de l’heure

### Heure grand public

Fonctionnement d’un cadran solaire.

Historiquement, l’heure a été définie par l’utilisation des cadrans solaires qui marquaient par l'ombre projetée d'un style la position du Soleil dans le ciel ; il s'agissait de l'heure solaire.
Actuellement, l'heure grand public correspond à un vingt-quatrième du jour ; c'est l'heure de la montre, l'heure donnée par l'horloge parlante ou l'heure GPS.  Elle est liée à la course fictive d'un Soleil moyen pendant ces 24 heures. Mais d’autres divisions ou heures anciennes ont existé à différentes époques.
Cependant il ne s’agit là que d’une approximation, car la période de rotation terrestre varie légèrement avec les années ; elle ralentit par l’effet des marées, et subit aussi des irrégularités liées à l’activité du noyau terrestre et à d’autres phénomènes. En moyenne, la période de rotation terrestre tend à s’allonger progressivement.
L’heure servait à définir la minute et la seconde, la relation s’est inversée aujourd’hui. La minute n’est plus une division de l’heure, l’heure est définie comme un multiple de la minute, et de la seconde - la référence.

### Heure atomique

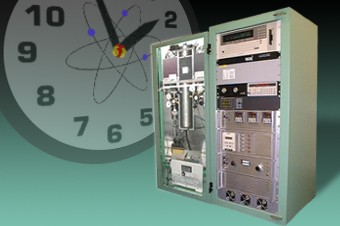
Horloge atomique.

La seconde est devenue l’unité de référence du temps. En effet, depuis la 13e Conférence générale des poids et mesures (1967), la seconde n’est plus définie par rapport à l’année, mais par rapport à une propriété de la matière ; cette unité de base du Système international a été définie dans les termes suivants : « La seconde est la durée de 9 192 631 770 périodes de la radiation correspondant à la transition entre les deux niveaux hyperfins de l’état fondamental de l’atome de césium 133 ».
L’heure n’est plus qu’une unité correspondant à 3 600 secondes.

### Fuseaux horaires

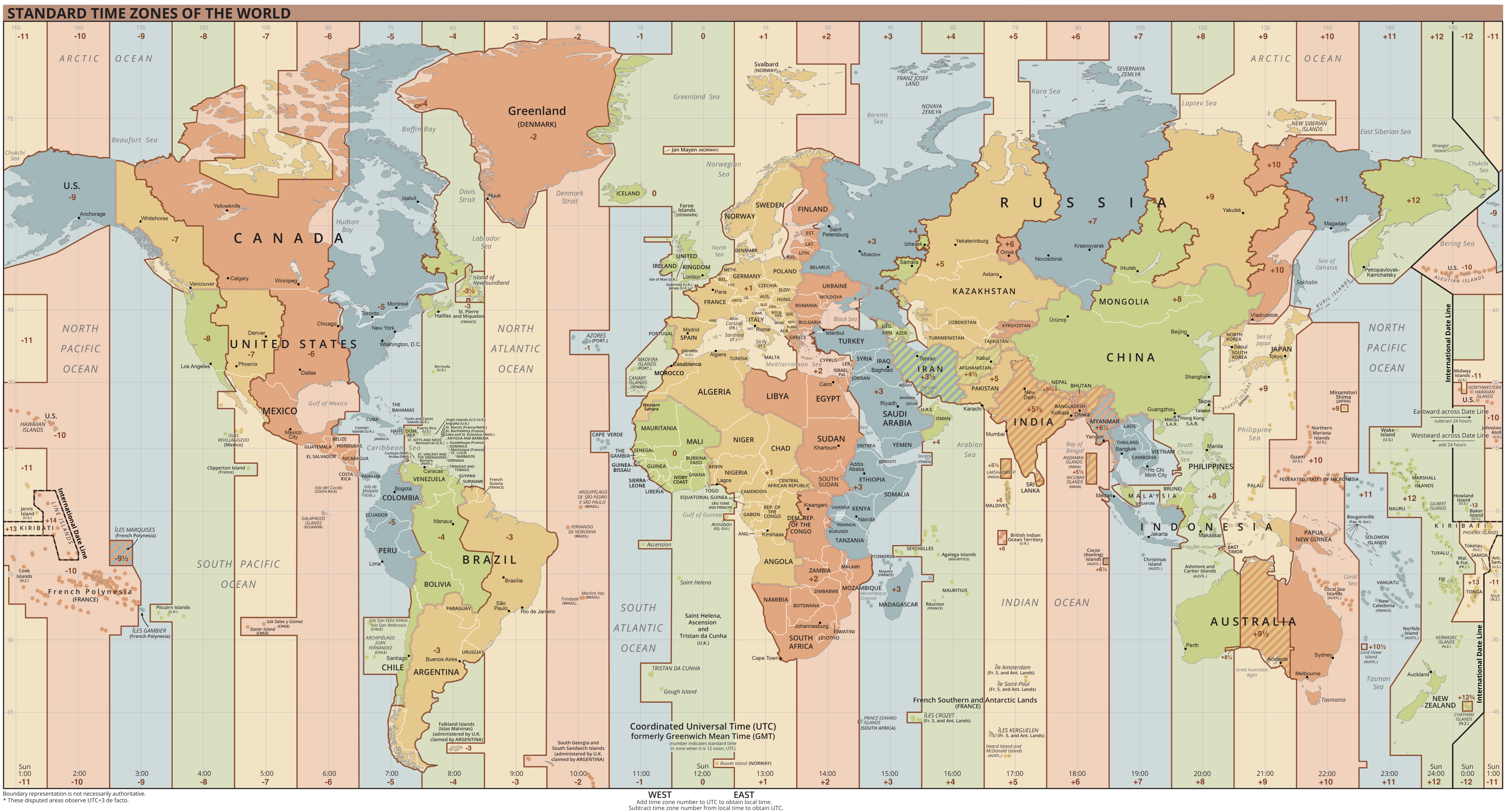
Fuseaux horaires.

Un fuseau horaire est une zone de la surface terrestre où l'heure légale est identique en tout lieu.
L'idée initiale (du canadien Sandford Fleming en 1876) est donc de diviser la surface du globe en 24 fuseaux horaires de même taille. Le premier fuseau est centré sur le méridien de Greenwich, de longitude 0 ; la ligne de changement de date est donc le 180e méridien. Au passage d'un fuseau à l'autre, l'heure augmente (d'ouest en est) ou diminue (d'est en ouest) d'une heure.
La réalité est un peu plus complexe, puisque chaque état définit l'heure légale sur son territoire à l'aide d'un décalage fixe par rapport au temps universel coordonné (UTC). Ce décalage est le plus souvent égal à un nombre entier d'heures, mais certains pays emploient un décalage à la demi-heure (Iran, Afghanistan, Inde, Venezuela...), voire au quart d'heure (Népal). Toutes ces modifications par rapport au système initial font perdre aux fuseaux horaires leur forme originale (en fuseau) au profit d'un découpage par zones.

## Histoire

### Dans le monde
La division du jour en unités précises est d’origine égyptienne et  chaldéenne. Les premiers adoptèrent la division pratique du jour en 24 parties, 12 pour la nuit et 12 pour le jour, en se basant sur le décan. Les seconds divisaient leur journée en soixante parties comme dans les calendriers védiques de l’Inde ; à partir du VIIe siècle av. J.-C., les Babyloniens ont emprunté à l'Égypte la division de leur journée en douze parties. De nombreux peuples ont par la suite défini leur notion d’heure en découpant en douze parties ces deux périodes de durées variables selon les saisons. Les cadrans solaires antiques mesuraient l'heure temporaire, aussi appelée artificielle, planétaire, antique, judaïque, juives ou biblique : les Anciens définissaient cette heure comme la douzième partie de l'intervalle de temps compris entre le lever et le coucher du Soleil, quelle que soit la saison (soit 12 heures).
L’invention de la minute et de la seconde serait également d’origine babylonienne, même s’il est très improbable qu’ils aient été capables de se situer dans le temps avec une précision supérieure à quelques dizaines de minutes.
Les Égyptiens de l’Antiquité utilisaient un découpage de la nuit en 12 heures. Car, la nuit, ils tenaient compte des étoiles pour déterminer le début des offices. Certaines nuits d'été, seules douze étoiles se levaient à l'horizon. Par la suite, ils ont aussi divisé le jour en 12 heures ; suivant les saisons, ces heures étaient plus ou moins longues. On peut penser que faire 12 subdivisions permettait de diviser facilement la journée en tiers, en quarts ou en sixièmes. De plus, douze était déjà utilisé pour subdiviser l’année en mois ou lunaisons, par observation des cycles lunaires au cours de l’année (voir histoire de la mesure du temps).
Il est en fait très probable que la division se faisait en fonction de l’observation de la position du Soleil dans le ciel, à l’œil nu ou avec un instrument. La position du Soleil servait aussi à l’orientation sur terre et sur mer.
D’autre part, la seconde, apparue chez les Babyloniens, correspondait à peu près à la période des pulsations cardiaques au repos, faciles à compter, et appréciée aussi par la suite pour la définition du rythme en musique. L’heure comptait alors environ 3 600 secondes qu’il était facile de diviser en multiples de 60, ce dernier étant aussi un multiple de 12. Le symbolisme du nombre 12, la facilité de le diviser en 2, 3 ou 4 et la facilité de diviser la minute et l’heure en 5 dans ce système qui permet de n’utiliser que des entiers aurait donc conduit à la création du système sexagésimal pour diviser l’heure en minutes et secondes égales et entières.
L’usage à l’époque romaine, repris de la civilisation grecque, consistait à diviser la période allant du lever au coucher du Soleil en exactement 12 heures, et de diviser de même la nuit en exactement 12 heures. La durée de l’heure variait donc avec la saison. Chaque heure correspondait pour les militaires à un tour de garde. La première heure était celle qui suivait l’aurore, la sixième heure correspondait à midi, la neuvième heure au milieu de l’après-midi et la douzième (et dernière) heure celle avant le crépuscule. Cet usage s’est maintenu dans la notation des heures canoniales.
Une certaine habitude perdure traditionnellement de formuler les heures en deux fois douze heures, par exemple : 4 heures (de l’après-midi) pour 16 heures.
En Tanzanie et au Kenya, l’usage swahili est de faire commencer le jour à l’aube. La durée du jour variant très peu avec la saison en raison de la proximité de l’équateur, le début du jour a été posé à 6 h du matin de la notation occidentale.
Aux équinoxes, la durée du jour est égale à celle de la nuit. Les heures équinoxiales sont donc toutes égales, à la différence des heures d'hiver plus courtes que celles d'été. Les horloges à eau et à bougie permettaient d'indiquer les heures temporaires (variables selon les saisons et les latitudes) et les heures équinoxiales mais l'usage des premières s'estompa progressivement. Les cadrans canoniaux, surtout en usage au Moyen Âge, ne donnaient que des repères conventionnels, les heures canoniales. Le développement de l'horloge mécanique au XIVe siècle, pour qui il était difficile d'imaginer un mécanisme reproduisant la variabilité de l'heure temporaire, favorisa l'usage civil de l'heure équinoxiale de 60 minutes. Au XVIe siècle, les cadrans à style polaire permettaient de mesurer le temps solaire vrai, ils réglaient ainsi les pendules, les premières montres et les horloges munies de dispositifs correcteurs suffisamment précis pour donner le temps solaire moyen.

## Correspondances des unités de mesure du temps
Dans le Système international (SI), l’heure est maintenant définie comme une durée invariable de 3 600 secondes exactement ; sa durée n’est donc plus la 24e partie de la journée. Bien qu’en dehors du Système international, elle est en usage avec lui. Son symbole est h : 23 h 59 min 59 s.
Une heure comprend exactement 60 minutes. Le symbole de la minute est min : 23 h 59 min 59 s.
Une minute comprend exactement 60 secondes. Le symbole de la seconde est s : 23 h 59 min 59 s.
Une journée comprend généralement 24 heures de 60 minutes ou de 3 600 secondes. Cependant la durée de certains jours du calendrier peut différer de cette durée de plus ou moins une seconde, en fonction des ajustements qui peuvent être décidés suivant l’évolution de la rotation terrestre et qui, suivant les cas, allongent ou raccourcissent la durée de la dernière minute de la journée calendaire (voir seconde intercalaire). La durée de la dernière heure de ces jours (généralement le 30 juin et le 31 décembre) peut donc varier de plus ou moins une seconde.

## Typographie

### Usages conventionnels
Des règles typographiques s’appliquant à l’écriture des heures. En règle générale, lorsque l’on parle d’une durée sans caractère de précision, de comparaison ou de complexité, il est préférable d’écrire cette durée en lettres (au long) : « Le vol de l’avion de la compagnie Oceanic Airlines a duré quatre heures et cinquante minutes. » En revanche, on écrit en chiffres : « Il arriva avec 32 secondes d’avance, après une course de 57 minutes 5/10 ».
Concernant l’écriture des heures, il y a plusieurs cas de figure, :
- l’heure pleine, sans minute, peut s’écrire avec heure : « Il est 15 heures. À 18 heures, le président fera sa déclaration. » ;
- le mot  « heure » s’écrit en toutes lettres si le mot  « minute » l’est également[8] : « Le rendez-vous est fixé à 21 heures 30 minutes. » Il en est de même pour le mot « seconde » ;
- le mot « heure » est abrégé (symbole « h ») si le mot « minute » est abrégé (symbole « min ») ou absent[8] ; c’est en particulier souvent l’usage dans les textes techniques[9]. Le symbole de la « seconde » est « s ». Les symboles « h », « min » et « s », comme tous symboles, doivent alors être espacés avant et après. Selon l'Office québécois, on n'ajoute pas de zéro devant le nombre des heures ni devant celui des minutes quand ceux-ci sont inférieurs à dix[9], de même que pour les secondes[10]. À l'inverse, pour Yves Perrousseaux, on compose 20 h 05 et non 20 h 5[11], tout comme pour Aurel Ramat : « Les réunions ont lieu à 9 h 05 et à 16 h 05 (Certains préconisent 9 h 5 et 16 h 5, qui peuvent porter à confusion.) »[12]. Quant au Guide du typographe, on a pour l'indication d'un moment de la journée : 0 h 22 min 02 s, ou même 15 h 07′ 02″ dans les comptes rendus sportifs ; et on supprime les zéros pour indiquer une durée : 92 h 3′ 8″[13].
  - 13 h 17[8]
  - 23 h 59 min 59 s
  - 2 h 5
  - 2 h 24 min 5 s
- une heure juste n'est pas suivie de deux zéros et heure(s) s'écrit généralement au long (« 10 heures » et non « 10 h 00 »). En chiffres, midi s'écrit « 12 heures », et « 0 heure » correspond à minuit. Minuit quatre s'écrit donc « 0 h 4 » ;
- les nombres des heures se composent en lettres lorsqu’ils sont associés aux mots « quart », « demi », « trois quarts », « midi », « minuit »[8], ainsi que dans les textes littéraires[9] : « Dix heures et quart », « Elle sortit de chez elle à huit heures trente. »

### Autres usages
L’heure peut être représentée sous forme numérique, comme dans le cas d’horaires ou dans des tableaux. Le symbole « h » est remplacé par un deux-points (selon la notation de la norme ISO 8601). Un zéro est alors placé devant le chiffre des minutes lorsqu’il est inférieur à dix, par exemple :
- 18:57
- 23:06
- 20 h 05[14],[15]

Dans le cas de l'heure comme durée (domaine sportif notamment), on utilise les symboles du temps, sans mettre de zéro devant les unités, ni de virgules : 6 h 5 min. La tendance est d'écrire les durées comme les moments précis : 2 h 3 min 12 s 6/100 (on peut écrire 02:03:12,06).
Il existe des domaines, en particulier professionnels, où l’emploi des centièmes d’heure est préféré à l’utilisation des minutes. Dans ce cas l’écriture est, par exemple :
- 2,50 h  (qui équivaut à 2 h 30).

Dans le contexte militaire ou policier, notamment au Canada, en Suisse et aux États-Unis, l'heure est parfois présentée, de façon non conventionnelle, dans un seul bloc de chiffre avec la mention heures au pluriel. Par exemple :
- 0415 heures (qui équivaut à 4 h 15).

Une écriture est plus particulièrement appréciée par les militaires (en particulier les aviateurs) car elle permet d’être traitée plus facilement par les canaux de transmissions de données :
- 0415Z qui équivaut à 4 h 15 au temps universel coordonné (UTC), selon une forme non ambigüe issue de la norme ISO 8601 (« Z » signifiant zulu time – heure zoulou –, dénomination du fuseau horaire du temps UTC);
- 0415L qui équivaut à 4 h 15 au fuseau horaire local (« L » signifiant local time – heure locale –).